# Molophilus stewartensis
Molophilus stewartensis är en tvåvingeart som beskrevs av Alexander 1924. Molophilus stewartensis ingår i släktet Molophilus och familjen småharkrankar. Inga underarter finns listade i Catalogue of Life.